# Асбестовый балласт
Асбестовый балласт — балласт для верхней части строения железнодорожного пути (балластной призмы).

## Общая характеристика
В асбестовом балласте благодаря волокнам асбеста после увлажнения и уплотнения между зернами горной породы образуются прочные структурные связи, а по поверхности призмы — корка, непроницаемая для атмосферной воды и засорителей. 

## Применение
В соответствии с ТУ 32 ЦП-782—92 асбестовый балласт применяется для балластировки главных путей всех классов и станционных путей может применяться смесь песчано-щебеночная из отсевов дробления серпентинитов. Это рядовые, необогащенные отходы асбестового производства концерна "Асбест" (Баженовское месторождение).
Применение асбестового балласта в верхнем слое балластной призмы на скоростных линиях не допускается.

## Недостатки
Асбестовый балласт нельзя считать перспективным материалом для балластировки главных путей по следующим причинам:
- очистка и его повторное использование в пути (в отличие от щебня) невозможны, необходимы трудоёмкие вырезка и вывозка загрязненной смеси;
- при большом количестве пылеватых частиц (менее 0,16 мм более 10%), а также при недостаточном содержании волокон асбеста (менее 1%) и толщине под шпалой менее 20 см асбестовый балласт работает неудовлетворительно;
- необходимость захоронения огромных объёмов загрязненного асбестового балласта, отслужившего свой срок и вырезаемого из пути при капитальном ремонте с заменой щебнем, представляет серьёзную экологическую проблему;
- санитарные нормы требуют, чтобы все виды работ с асбестовым балластом (погрузка—выгрузка, укладка в путь, подбивка) производились с обязательными мероприятиями, направленными на снижение его пыления, которые трудно и редко осуществимы на практике (между тем, вдыхание мелких волокон асбеста опасно для здоровья людей).

В связи с изложенным, применение асбестового балласта в последние годы ограничивается участками пути с интенсивным засорением сыпучими грузами, а также на Урале. В 1970-х годах имело место широкое применение асбестового балласта, укладка которого считалась рациональной повсеместно, даже при дальности возки 2—3 тысячи километров и более. Значительная часть протяжения главных путей оказалась уложенной на асбестовом балласте. В настоящее время, работоспособность этого балласта на многих участках пути оказалась исчерпанной из-за его предельного загрязнения. Такой балласт приходится вырезать и заменять щебеночным балластом.